# Alexander Wecker-Bergheim

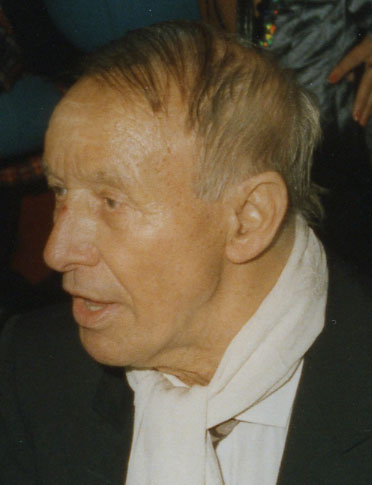
Alexander Wecker-Bergheim (1996)

Alexander Wecker-Bergheim (* 15. Juni 1914 in Baden-Baden; † 2001 in München; geborener Wecker) war ein deutscher Maler, Kunstprofessor und der Vater des Sängers Konstantin Wecker.

## Leben
Die Akademieausbildung in München fiel in die nationalsozialistische Ära. Als Regimegegner hatte er wenig Chancen für seine Entfaltung. Seine Lehrer an der Münchener Akademie wie Walther Teutsch, Emil Preetorius und Olaf Gulbransson konnten nicht das geben, was seine eigene Kunstvorstellung suchte. Die Kunstszene des Dritten Reiches hatte keine seine Entwicklung bestimmenden Vorbilder. Auch nach Kriegsende suchte er keinen Anschluss an eine der neu entstehenden Künstlergruppen. 
Während des Krieges erfolgte seine Aufnahme in die Bayerische Kunstkammer. 1946 wurde er in den Berufsverband bildender Künstler Münchens aufgenommen, worauf erste Publikationen in der Neuen Zeitung folgten. 
1947 bekamen der leidenschaftliche Opernsänger und seine Ehefrau Dorothea Wecker (* 19. Oktober 1920; † 6. Dezember 2006) den einzigen gemeinsamen Sohn Konstantin Alexander. 1957 und 1958 dozierte Wecker-Bergheim an der Universität von Los Angeles. 1969 gründete er seine eigene private Malschule. Ab 1975 übernahm er einen Lehrauftrag an der Graphischen Akademie in München (heute Berufliches Schulzentrum Alois Senefelder München). 1982 wurde Wecker-Bergheim zum Professor ernannt.
In den 1980er Jahren malte Wecker mehrere Plattenhüllen für seinen Sohn.

## Werk
Bekanntschaften und Gespräche mit bedeutenden Menschen, wie Hans Habe, Erich Kästner, Hugo von Habermann oder Leo Samberger, waren für ihn ausschlaggebende Anregung und Bestätigung seiner eigenen Kunstauffassung und deren Verwirklichung.
Bis zum 30. Lebensjahr war für ihn die künstlerische „Welt“ hell-dunkel, also schwarz-weiß, vorwiegend in der Illustration philosophischer und phantastischer Konzeptionen. Dann erst begann ein ausschließlich farbiges Sehen.
Als  „Realistischen Impressionismus“ bezeichnete er die damals gewonnene Ausdrucksform. Diese Stilrichtung, innerhalb derer er vielerlei Abwandlungen fand, war dominant in allen seinen Arbeiten. Nach einem besonders bevorzugten Vorbild gefragt, nannte er William Turner, dessen Farbbehandlung und Pinselführung er bewunderte.
Das Bestreben des Künstlers Wecker-Bergheim war die „Transponierung modernen Malempfindens in die Normen der Ästhetik“. Besonders bevorzugte er die menschliche Darstellung im Porträt. Viele Jahre widmete er sich auch der Freskomalerei (u. a. Aufträge der Städte München und Augsburg).
Seine Werke erschienen in Ausstellungen des In- und Auslandes. Sein Atelier und angeschlossene Ausstellungsräume befanden sich in München. Ein großes Anliegen war ihm seine Malschule.
Auszug aus dem italienischen Lexikon zeitgenössischer Künstler: „Die Forschung nach Chromatismen scheint die Richtung zu sein, innerhalb deren sich die Sensibilität des Künstlers für das Bild bewegt, das besonders aus der Begegnung von Farbpassagen entsteht. Seine Pinselführung ist sehr weitläufig, wobei er immer Effekte von nur ausschließender Plastizität ablehnt. Durch sie zerlegt er den Lichtrhythmus in eine wertvolle perspektivische Ebene.“

## Auszeichnungen
- 1982 Peter-Paul-Rubens-Medaille, Antwerpen
- 1982 Große Goldmedaille des Institut d’Humanisme Biologique, Paris
- 1982 Goldmedaille und Ehrendiplom der Kunstuniversität Parma.
- 1982 Goldmedaille, Internationales Parlament für Sicherheit und Frieden, Italien
- 1982 Premio Centauro d’Oror
- 1983 Wahl in die Europäische Akademie, Italien
- 1983 Großer Preis der Nationen, Accademia Italia u. a.
- 2008 Verwendung eines Bildes von Alexander Wecker-Bergheim im Oscar-prämierten Film Der Vorleser[2]